# اوتاری، ناگانو
اوتاری، ناگانو (به لاتین: Otari, Nagano) یک منطقهٔ مسکونی در ژاپن است که در Kitaazumi District واقع شده‌است. اوتاری ۲۶۷٫۹۱ کیلومترمربع مساحت و ۲٬۸۹۲ نفر جمعیت دارد.